# Lentigny
 Lentigny  es una población y comuna francesa, situada en la región de Ródano-Alpes, departamento de Loira, en el distrito de Roanne y cantón de Roanne-Sud.

## Demografía
| 752 | 842 | 1010 | 1311 | 1411 | 1351 |
| Para los censos de 1962 a 1999 la población legal corresponde a la población sin duplicidades (Fuente: INSEE [Consultar]) |     |      |      |      |      |